# Goldschmidtite
La goldschmidtite (simbolo IMA: Gsc) è un minerale molto raro del supergruppo della perovskite, all'interno del quale viene collocato nel gruppo delle perovskiti stechiometriche e da lì al sottogruppo della perovskite; appartiene alla famiglia minerale degli "ossidi e idrossidi" e possiede composizione chimica KNbO3.
La goldschmidtite è l'analogo del potassio dell'isolueshite.

## Etimologia e storia

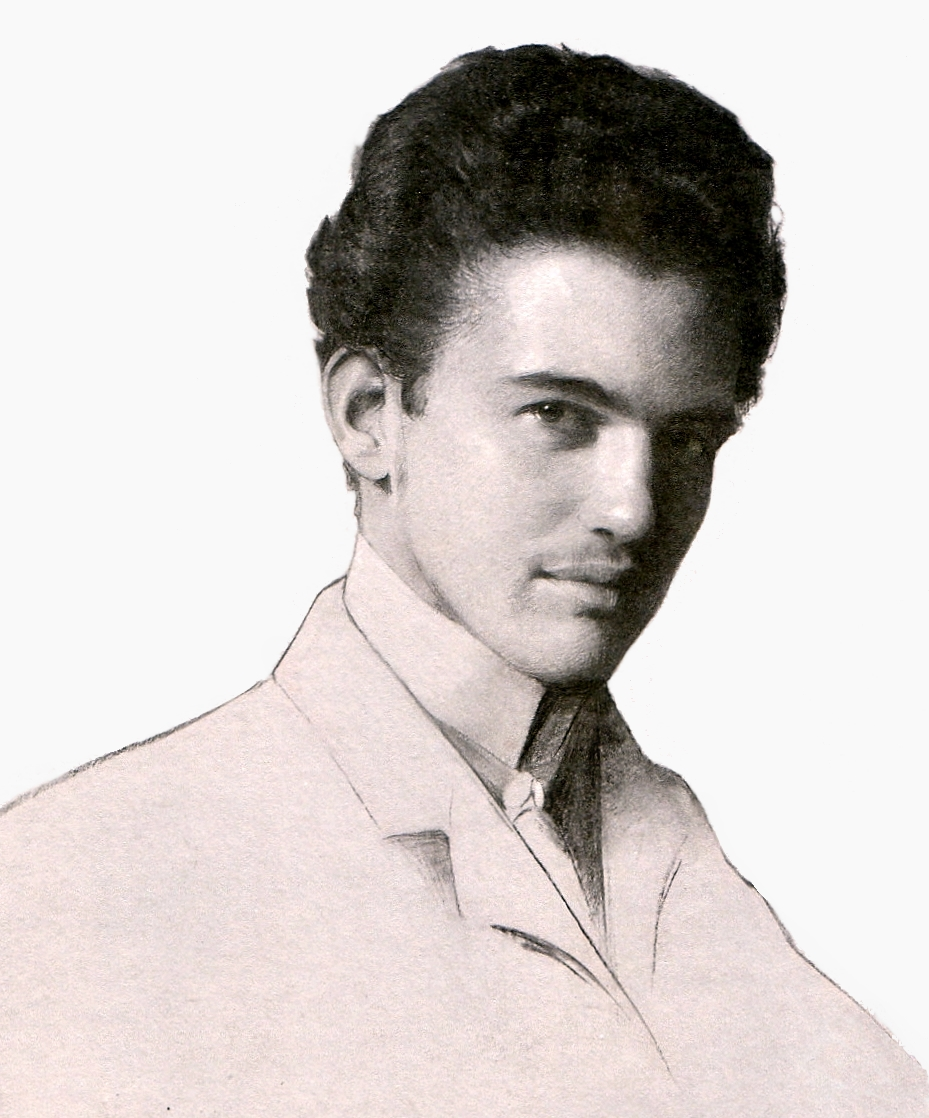
Immagine di Victor Moritz Goldschmidt, a cui è intitolato il minerale

Il minerale prende il nome in onore di Victor Moritz Goldschmidt (1888 - 1947), eminente geochimico che formalizzò la cristallochimica delle perovskiti e identificò il KNbO3 come un composto con struttura perovskite. Insieme a Vladimir Ivanovič Vernadskij è considerato il fondatore della geochimica e della cristallochimica moderne.
Il campione tipo è depositato presso la collezione di minerali del Royal Ontario Museum di Toronto (Canada) con il numero di catalogo M58208.

## Classificazione
La classica nona edizione della sistematica dei minerali di Strunz, aggiornata dall'Associazione Mineralogica Internazionale(IMA) fino al 2009, non elenca la goldschmidtite, essendo essa stata approvata dall'IMA nel 2018.
Il minerale è presente nell'edizione successiva, proseguita dal database "mindat.org" e chiamata Classificazione Strunz-mindat, dove la goldschmidtite è elencata nella classe "4. Ossidi (idrossidi, V[5,6] vanadati, arseniti, antimoniti, bismutiti, solfiti, seleniti, telluriti, iodati)" e da lì nella sottoclasse "4.C Metallo:Ossigeno = 2:3, 3:5 e simili"; questa viene più finemente suddivisa in base alla dimensione dei cationi coinvolti e al rapporto metallo:ossigeno, in modo tale da trovare la goldschmidtite nella sezione "4.CC Con cationi di media e grande dimensione" dove è l'unico membro del sistema nº 4.CC.17.

## Abito cristallino
La goldschmidtite cristallizza nel sistema cubico nel gruppo spaziale Pm3m (gruppo nº 221) con la costante di reticolo a = 3,9875(1) Å, oltre ad avere 1 unità di formula per cella unitaria.

## Origine e giacitura
La goldschmidtite è stata trovata come inclusione in un diamante websteritico (la cui superficie presentava danni di colore verde e marrone dovuti a radiazioni) proveniente da un camino kimberlitico.
La goldschmidtite è un minerale rarissimo ed è stata trovata solo nella sua località tipo, la miniera "Koffiefontein" (29.41467°S 24.99248°E) presso l'omonima città che si trova nella municipalità locale di Letsemeng (nello Stato libero, in Sudafrica).

## Forma in cui si presenta in natura
La goldschmidtite è stata trovata sotto forma di un singolo grano di dimensioni di circa 100 μm.
Il campione trovato è opaco con lucentezza adamantina e colore verde scuro.